# Катастрофа C-130 в Тегеране
Катастрофа C-130 в Тегеране — крупная авиационная катастрофа, произошедшая 6 декабря 2005 года в 14:10 по местному времени (10:40 UTC). Военно-транспортный самолёт Lockheed C-130 Hercules, принадлежащий ВВС Ирана с бортовым номером 5-8519, врезался в десятиэтажный жилой дом в районе Товид города Тегеран.
Самолёт направлялся в иранский город Бендер-Аббас на берегу Персидского залива и перевозил 10 членов экипажа и 84 пассажира, 68 из которых, как сообщается, были журналистами, которые должны были наблюдать за военными учениями.
Вскоре после взлёта экипаж сообщил о проблемах с двигателем № 4 и попытался совершить аварийную посадку в аэропорту вылета (Международный аэропорт Мехрабад), но самолёт упал в густонаселенном районе Товид, недалеко от Тегерана, врезавшись в жилой дом, где проживали многие военнослужащие иранских ВВС.
Государственные СМИ Ирана сообщили о 128 жертвах, но некоторые другие информационные агентства сообщили о 116 жертвах, в официальном отчёте Aviation Safety Network, говорится, что погибли 106 человек, в том числе 12 на земле.

## Предыстория
Это крушение стало самой смертоносной авиационной катастрофой в Иране с февраля 2003 года, когда 275 человек погибли в результате крушения военно-транспортного самолёта Ил-76 на юге Ирана.
Из-за санкций США Иран не мог покупать новые западные самолёты (коммерческие и военные) или запасные части для существующих самолётов у американских производителей. Военные самолёты американского производства, которые сейчас эксплуатируются в Иране, были куплены ещё в 1970-х годах.
Официальные лица Ирана обвинили эти санкции в плохих авиационных показателях страны.

## Жертвы
Мэр Тегерана Мохаммад Багер Галибаф заявил, что все 94 человека на борту, включая 40 журналистов, погибли при столкновении. Государственное радио сообщило, что по меньшей мере 34 человека погибли на земле, в результате чего официальное число погибших составило 128. Представитель министерства внутренних дел Моджтаба Мир-Абдолахи подтвердил, что с места катастрофы было извлечено 116 тел. Позже Aviation Safety Network сообщила, что в авиакатастрофе погибли 12 человек на земле.
Информационное агентство Mehr сообщило, что 40 журналистов на борту работали на радиостанцию Голос Исламской Республики Иран, а остальные были из Информационного агентства Исламской Республики, Информационного агентства иранских студентов, информационного агентства Фарс, а также нескольких газет.
Ясон Соуден, представитель Global Radio News в Тегеране сообщил, что поступали сообщения об обугленных телах на земле рядом с местом крушения. Соуден также сообщил, что одно из крыльев самолёта лежало рядом со зданием. Первоначальные снимки, показанные на Sky News и CNN, продемонстрировали большой хаос на месте катастрофы. Также в тот день всем детям порекомендовали оставаться дома из-за сильного смога и загрязнения окружающей среды.
Агентство Reuters сообщило, что 28 человек были доставлены в ближайшую от места катастрофы, больницу. Государственное радио Ирана сообщило, что 90 человек получили серьезные травмы. Доктор Панахи, глава спасательной службы Тегерана, сообщил в интервью Информационному агентству новостей иранских студентов, что 132 человека получили ранения.

## Причины
По данным полиции, экипаж сообщил о проблемах с двигателем через несколько минут после взлёта и запросил аварийную посадку. Позже самолёт разбился недалеко от взлётно-посадочной полосы.

## Спасательная операция
В интервью BBC World News очевидцы заявили, что аварийные бригады прибыли в течение трёх минут после крушения. SBS World News сообщило, что для контроля над зеваками была вызвана полиция особого назначения, которая позже была обвинена в создании помех работе спасателей на месте происшествия.